# Eysenhardtia
Eysenhardtia là một chi thực vật có hoa thuộc họ Fabaceae, thuộc phân họ Faboideae.

## Các loài
- Eysenhardtia orthocarpa (A.Gray) S.Watson - Tahitian Kidneywood
- Eysenhardtia polystachya (Ortega) Sarg.
- Eysenhardtia spinosa Engelm. - Spiny Kidneywood
- Eysenhardtia texana Scheele - Texas Kidneywood[2]